# Verbandsverantwortlichkeitsgesetz
Das österreichische Verbandsverantwortlichkeitsgesetz (VbVG, auch Unternehmensstrafgesetz) kodifiziert ein Unternehmensstrafrecht, das die Haftung eines Verbandes für Straftaten ihrer Entscheidungsträger und Mitarbeiter regelt, wenn Pflichten verletzt wurden, die den Verband betreffen. Für die Entscheidungsträger ist es weitreichender als für weisungsabhängig oder genötigt handelnde Mitarbeiter (§ 3 Z.2,3 VbVG).

## Verband im Sinne des VbVG
Verbände im Sinne dieses Gesetzes sind (§ 1 Z.2 VbVG):
- juristische Personen
- eingetragene Personengesellschaften
- europäische wirtschaftliche Interessenvereinigungen

Zu den Verbänden gehören also:
- Aktiengesellschaften
- GmbH
- Stiftungen
- Vereine[2]
- Genossenschaften
- Personengesellschaften
- Erwerbsgesellschaften
- Parteien

Keine Verbände in Sinne des Gesetzes, und damit nicht der Verbandsverantwortlichkeit unterworfen, sind (§ 1 Z.3 VbVG):
- die Verlassenschaft
- Bund, Länder, Gemeinden und andere juristische Personen, soweit sie in Vollziehung der Gesetze handeln
- anerkannte Kirchen, Religionsgesellschaften und religiöse Bekenntnisgemeinschaften, soweit sie seelsorgerisch tätig sind

## Funktion der gesetzlichen Verbandsverantwortlichkeit
Bei diesem Gesetz ist die Sorgfaltspflicht in den Vorrang gestellt, ein Organisationsverschulden – wie etwa in Deutschland – wurde verworfen. Dabei kann eine Verbandsgeldbuße ausgesprochen werden, wobei „Verantwortlichkeit eines Verbandes für eine Tat und die Strafbarkeit von Entscheidungsträgern oder Mitarbeitern wegen derselben Tat“ (§ 3 Z.4 VbVG) einander nicht ausschließen, also der Verband als juristische Person und die natürliche Täterperson gleichermaßen zur Verantwortung gezogen werden können.

## Verfassungsmäßigkeit
Ein oberösterreichisches Unternehmen, das 2015 vom Straflandesgericht Wien gemäß VbVG verurteilt worden ist, hat einen Antrag auf Gesetzesprüfung eingebracht, mit dem Ziel, das Gesetz wegen Verfassungswidrigkeit aufzuheben. Am 2. Dezember 2016 hat der Verfassungsgerichtshof die Aufhebung (von Teilen) des VbVG abgelehnt.